# Gare de Bayeux
Gare de Bayeux – stacja kolejowa w Bayeux, w departamencie Calvados, w regionie Normandia, we Francji.
Jest stacją Société nationale des chemins de fer français (SNCF), obsługiwaną przez pociągi Intercités Normandie i TER Basse-Normandie.